# Te recuerdo Amanda
«Te recuerdo Amanda» es una canción compuesta en 1969 por el cantautor chileno Víctor Jara.

## Descripción
La canción es una composición romántica y a la vez un himno político, habla de las precarias condiciones laborales de los obreros y que la breve pausa de 5 minutos que esta pareja tiene en el trabajo la aprovechan para verse. Los nombres de los personajes los tomó de sus padres: Amanda [Martínez] y Manuel [Jara]. Víctor Jara explicó en su último concierto (realizado el 17 de julio de 1973 en el canal de televisión peruano Panamericana Televisión) que la canción:

"habla del amor de dos obreros, de esos que usted mismo ve por las calles, y a veces no se da cuenta de lo que existe dentro del alma. Dos obreros, de cualquier fábrica, en cualquier ciudad, en cualquier lugar de nuestro continente."

## Versiones
«Te recuerdo Amanda» es una de las canciones de Jara más versionadas. Algunas de ellas son:
| Año  | Cantante/Grupo                    | País           | Álbum                        | Notas                                                                 |
| ---- | --------------------------------- | -------------- | ---------------------------- | --------------------------------------------------------------------- |
| 1973 | Joaquín Sabina                    | España         |                              | Grabada durante su exilio en Londres                                  |
| 1974 | Joan Báez                         | Estados Unidos | Gracias a la vida            | [ 3 ]                                                                 |
| 1974 | Raimon                            | España         | A Víctor Jara                | Interpretada en catalán                                               |
| 1975 | Mercedes Sosa                     | Argentina      | Disco de oro                 | [ 3 ]                                                                 |
| 1976 | Quilapayún                        | Chile          | Patria                       |                                                                       |
| 1978 | Cornelis Vreeswijk                | Suecia         | Cornelis sjunger Victor Jara | Interpretada en sueco                                                 |
| 1979 | Ivan Lins                         | Brasil         | A Noite                      |                                                                       |
| 1980 | Quilapayún                        | Chile          | Alentours                    | Interpretada en inglés                                                |
| 1983 | Nito Mestre                       | Argentina      | Escondo Mis Ojos Al Sol      |                                                                       |
| 1984 | Robert Wyatt                      | Reino Unido    | Work in Progress             | [ 9 ]                                                                 |
| 1989 | Quilapayún                        | Chile          | Quilapayún ¡en Chile!        | Versión en vivo                                                       |
| 1991 | De Kiruza                         | Chile          | Presentes                    |                                                                       |
| 1994 | Nomadi                            | Italia         | Ti ricordo Amanda            | Versión en vivo                                                       |
| 1998 | Los Sabandeños                    | España         | 19 Nombres de Mujer          |                                                                       |
| 1998 | Silvio Rodríguez                  | Cuba           | Tributo a Víctor Jara        | [ 3 ]                                                                 |
| 2000 | Serrat Presuntos Implicados       | España         |                              | Versión en vivo en TVE                                                |
| 2001 | Boom Boom Kid                     | Argentina      |                              | [ 9 ]                                                                 |
| 2002 | Gondwana                          | Chile          | Made in Jamaica              |                                                                       |
| 2002 | José Mercé                        | España         | Lío                          |                                                                       |
| 2005 | Los Miserables Jorge González     | Chile          | La voz del pueblo            |                                                                       |
| 2006 | Raly Barrionuevo                  | Argentina      | Paisano Vivo                 | Versión incluida en la pista 16 "Cuarto Menguante/Te Recuerdo Amanda" |
| 2007 | Astrud                            | España         | Tú no existes                | Bonus Track                                                           |
| 2009 | Fernando Ubiergo                  | Chile          |                              | Versión en vivo en el Festival de Viña del Mar 2009                   |
| 2010 | Jorge González                    | Chile          |                              | Versión en vivo en el programa Animal nocturno                        |
| 2011 | Fito Paez                         | Argentina      | Canciones para aliens        |                                                                       |
| 2015 | Las Tres Grandes Feat. Ely Guerra | México         |                              | Primera Fila                                                          |
| 2016 | Ismael Serrano                    | España         | La respuesta                 |                                                                       |
| 2017 | Amaia                             | España         |                              | Versión en vivo durante una gala de Operación Triunfo                 |